# Липське
Липське (до 2016 року — селище Кра́сний Октя́бр) — селище Макіївської міської громади Донецького району Донецької області, Україна. Розташоване за 30 км від Донецька. Відстань до Макіївки становить близько 15 км і проходить автошляхом місцевого значення.

## Населення

### Мова
Розподіл населення за рідною мовою за даними перепису 2001 року:
| Мова            | Кількість | Відсоток |
| --------------- | --------- | -------- |
| російська       | 683       | 66.50%   |
| українська      | 338       | 32.91%   |
| білоруська      | 1         | 0.10%    |
| інші/не вказали | 5         | 0.49%    |
| Усього          | 1027      | 100%     |

За даними перепису 2001 року населення селища становило 1027 осіб, із них 32,91 % зазначили рідною мову українську, 66,50 % — російську та 0,1 % — білоруську мову.